# 盧廣仲
盧廣仲（英語：Crowd Lu，1985年7月15日—），台灣創作男歌手、演員。大學時期學習彈奏吉他後，開始參與金韶獎、金旋獎等比賽並獲得突出成績，而決定正式以創作歌手為職業。在成為歌手後，他的作品與演出在華語流行音樂市場上廣受歡迎，並多次獲頒金曲獎、金馬獎等相關獎項。後來又投入演員事業，並獲頒金鐘獎等相關獎項。
2020年，盧廣仲被選為第58屆中華民國十大傑出青年（文化及藝術類）獎項得主之一。

## 早年生活
1985年，盧廣仲出生於臺南縣仁德鄉大甲村。幼年時，他因母親熱愛且蒐藏歐美流行音樂及爵士樂黑膠唱片，而能憑記憶哼唱惠妮·休斯頓、邁克爾·波頓、大人小孩雙拍檔的數十首作品。
2003年，他自港明高中畢業，並考入淡江大學電機工程學系。不久，他發生車禍，負傷並住院，隨後轉入同校西班牙語文學系就讀，又在表哥鍾繼緯贈與一把吉他後，開始演唱生涯。後來並取得聖約翰科技大學企業管理系碩士學位。
前任立法委員、資深媒體人陳文茜是他乾媽。

## 職業生涯
盧廣仲大學時，參加金韶獎並獲頒創作歌謠比賽創作及獨唱冠軍等獎項，也參加金旋獎並獲頒創作組冠軍及最佳人氣獎等獎項。隨後，唱片製作人鍾成虎形容他是「被公車輾過的音樂鬼才」，並與他合作發行3張單曲；其中，〈早安，晨之美！〉獲頒中華音樂人交流協會2007年度十大優良單曲獎項。
2006年底起，他開始前往臺灣各地早餐店、校園吉他社團、唱片行、校園男生宿舍等巡迴演唱，培養出許多他的音樂作品與演出的愛好者。
2008年他在youtube上傳一段模仿Vitas的影片，迅速惹起台灣媒體關注。5月27日，他推出首張個人原創專輯《100種生活》，並在行銷過程強調其中之「生活感」與誠懇形象，以期感動聽眾；發行首週，其銷售量高居臺灣三大流行音樂排行榜首位。後來，他受邀在當年第19屆金曲獎典禮上演唱其中歌曲。同年8月23日，他在台北國際會議中心舉行首場個人售票演唱會。
2009年4月30日，他在MSN臺灣辦公室及中華職棒之辦公室舉辦「我愛辦公室」演唱會。同年6月27日，他以《100種生活》獲頒第20屆金曲獎最佳新人獎和最佳作曲人獎等獎項，同時獲提名最佳編曲人獎、最佳國語專輯獎和最佳年度歌曲獎。
2016年，他擔任「飢餓三十」活動代言人。
2017年，他參與植劇場，飾演鄭花甲一角，並憑該角色演出於2018年獲頒第53屆金鐘獎戲劇節目男主角獎、戲劇節目最具潛力新人獎等獎項。

## 音樂作品

### 錄音室專輯
| 序列 | 發行日期       | 專輯名稱              | 備註                              |
| ---- | -------------- | --------------------- | --------------------------------- |
| 1st  | 2008年5月27日  | 《100種生活》         | 2018年9月15日發行十週年紀念黑膠版 |
| 2nd  | 2009年10月30日 | 《七天》              |                                   |
| 3rd  | 2011年7月15日  | 《慢靈魂》            | 2013年7月3日發行日文版            |
| 4th  | 2012年11月20日 | 《有吉他的流行歌曲》  | 2014年1月29日發行日文版           |
| 5th  | 2016年6月7日   | 《What a Folk!!!!!!》 | 2017年8月23日發行日文版           |
| 6th  | 2021年12月8日  | 《勵志論》            |                                   |

### 精選專輯
| 序列 | 發行日期       | 專輯名稱 | 備註                               |
| ---- | -------------- | -------- | ---------------------------------- |
| 1st  | 2011年12月11日 | 老鼠公司 | 新歌加精選小專輯（夢想音樂節限定） |

### EP
| 序列 | 發行日期       | 專輯名稱           |
| ---- | -------------- | ------------------ |
| 1st  | 2006年10月22日 | 《淵明》           |
| 2nd  | 2007年3月16日  | 《早安，晨之美！》 |
| 3rd  | 2007年7月1日   | 《啊！！大岩壁》   |
| 4th  | 2010年8月13日  | 《四菓冰》         |
| 5th  | 2012年8月13日  | 《只有夜來香》     |
| 6th  | 2014年3月29日  | 《大人中》         |
| 7th  | 2014年12月24日 | 《天然的最好》     |
| 8th  | 2017年7月15日  | 《魚仔》           |
| 9th  | 2018年3月14日  | 《幾分之幾》       |
| 10th | 2019年3月14日  | 《愛情怎麼了嗎》   |
| 11th | 2023年3月27日  | 《Live House》     |

### 現場專輯
| 序列 | 發行日期       | 專輯名稱                        | 備註               |
| ---- | -------------- | ------------------------------- | ------------------ |
| 1st  | 2009年5月1日   | 《LIVE IN TICC》                | 首場演唱會紀念專輯 |
| 2nd  | 2012年2月3日   | 《Good Morning & Good Evening》 | 小巨蛋演唱會LIVE   |
| 3rd  | 2019年12月25日 | 《11週年: 大人中》              | 小巨蛋演唱會LIVE   |

### 原聲帶
| 序列 | 發行日期      | 專輯名稱           | 備註         |
| ---- | ------------- | ------------------ | ------------ |
| 1st  | 2017年9月22日 | 《花甲男孩轉大人》 | 電視劇原聲帶 |
| 2nd  | 2018年2月27日 | 《花甲大人轉男孩》 | 電影原聲帶   |
| 3rd  | 2023年10月5日 | 《他馬克老闆》     | 電影原聲帶   |

### 合唱單曲
| 發行日期       | 曲目名稱                                      | 出處                                   | 合唱歌手                                     |
| -------------- | --------------------------------------------- | -------------------------------------- | -------------------------------------------- |
| 2006年10月6日  | 不是我不明白                                  | 梁靜茹《親親》                         | 梁靜茹                                       |
| 2012年11月15日 | 玫瑰木                                        | 盧凱彤《你安安靜靜地躲起來》           | 盧凱彤                                       |
| 2013年6月11日  | 逗陣兄弟                                      | 陶喆《再見你好嗎》                     | 陶喆                                         |
| 2013年6月11日  | 那個女孩                                      | 陶喆《再見你好嗎》                     | 陶喆                                         |
| 2014年12月31日 | 秘密                                          | 葛仲珊《XXXIII》                       | 葛仲珊                                       |
| 2017年10月18日 | 有你不一樣                                    | 全家便利商店「愛's零錢捐」公益主題曲   | 孩子的秘密基地                               |
| 2022年4月1日   | 相忘                                          | 木曜4超玩《木曜跨界演唱會- Awakening》 | 邰智源                                       |
| 2022年6月1日   | DREAM LIKE ME                                 |                                        | 조휴일 (Jo Hyu-il 趙休日) (The Black Skirts) |
| 2022年11月4日  | Go FEATCHILL                                  | 《FeatChill フィーチャ》綜藝節目主題曲 | 喬瑟夫 & 黑嘉嘉                              |
| 2024年8月14日  | 手機錢包鑰匙菸                                | 美秀集團《美秀集團同名專輯》           | 美秀集團                                     |
| 2024年12月20日 | 我每一天都愛你的西文叫做Te amo todos los días |                                        | 美麗本人                                     |

### 獨唱單曲
| 發行日期       | 單曲名稱            | 備註                                    |
| -------------- | ------------------- | --------------------------------------- |
| 2010年10月22日 | 思慕的人PK版        | 《戀花》合輯                            |
| 2015年5月25日  | Love Myself         | 《女人迷2015我愛我自在節》主題曲        |
| 2018年6月8日   | 敢傻 就是我的本事   | 《黑松沙士》2018年度主題曲              |
| 2019年7月3日   | Fly Now！敢傻就飛！ | 《黑松沙士》2019年度主題曲              |
| 2020年5月26日  | 藍寶                | 收錄於《T-POP: No Fear In Love》合輯    |
| 2020年8月25日  | 刻在我心底的名字    | 電影《刻在你心底的名字》主題曲          |
| 2020年11月11日 | 100種歡聚的理由     | 《王品集團西堤牛排》主題曲              |
| 2021年3月4日   | Life Box            | 《THE ALL-NEW FORD 旅玩家》主題曲       |
| 2021年6月25日  | 英雄                | 動畫電影《諸葛四郎—英雄的英雄》主題曲   |
| 2022年11月25日 | 天黑黑              | 劇集《台灣犯罪故事》主題曲，原唱孫燕姿  |
| 2023年3月8日   | Morning Good Good   | 《勵志的早晨 · 勵志的夜晚》演唱會開場曲 |
| 2023年8月12日  | 工作與休息          | 電影《他馬克老闆》主題曲                |
| 2023年10月5日  | 鳥獸散              | 電影《他馬克老闆》插曲                  |
| 2025年3月28日  | 愚人節快樂          | 原唱陳卓                                |
| 2025年8月7日   | 一路順風            | 《我家的事》電影主題曲                  |

### 創作詞曲
- 2010年6月9日 郭采潔〈不說再見〉作曲，收錄於「煙火」專輯
- 2014年2月13日 車婉婉 〈一加一〉作曲
- 2014年10月22日 一青窈 〈勝負!!!〉作曲，收錄於「私重奏」專輯
- 2015年2月11日 張信哲 〈嘆息書〉作曲，收錄於「還愛」專輯
- 2017年6月4日 海裕芬 〈咕咾小姐〉作曲
- 2019年8月10日 黃路梓茵 〈巴豆痛〉作曲
- 2020年3月14日 滴妹 〈每一個我〉作曲、作詞、製作人
- 2022年5月13日 林家謙 〈doodoodoo〉作曲、編曲

- 2022年12月18日 一青窈 〈僕をみて〉作曲、編曲，收錄於「一青尽図」專輯
- 2024年3月22日 一青窈 〈ただやるだけさ〉作曲、編曲，電影《猫と私と、もう1人のネコ》主題曲

## 出版作品

### 書籍
- 《我是盧廣仲！耶：100種熱血生活週記》，2012年2月3日，出版社：三采，ISBN 9789862296097

## 主持作品

### 頒獎典禮

#### 金鐘獎
| 年份 | 節目                 | 頻道 | 備註         |
| ---- | -------------------- | ---- | ------------ |
| 2020 | 第55屆金鐘獎頒獎典禮 | 三立 | 搭檔黃路梓茵 |

### 節目
| 年份 | 節目                     | 頻道                   | 備註                 |
| ---- | ------------------------ | ---------------------- | -------------------- |
| 2022 | 《FeatChill フィーチャ》 | STR Network            | 搭檔喬瑟夫、黑嘉嘉   |
| 2024 | 《暴走兄弟朝聖趣》       | 亞洲旅遊台、東森綜合台 | 搭檔李玉璽、美麗本人 |

## 綜藝節目
- 2023年8月5日 Netflix、衛視中文台《嗨！營業中第2季》小幫手

## 演出作品

### 劇情電影
| 年份   | 片名               | 飾演   | 導演   | 備註   |
| 2014年 | 《愛情無全順》     | 宅男   | 賴俊羽 | 客串   |
| 2016年 | 《只要我長大》     | 背包客 | 陳潔瑤 | 客串   |
| 2018年 | 《花甲大人轉男孩》 | 鄭花甲 | 瞿友寧 | 男主角 |
| 2023年 | 《他馬克老闆》     | 馬克   | 瞿友寧 | 男主角 |

### 紀實電影
| 年份   | 片名                    | 導演           | 備註   |
| 2009年 | 《革命前夕的錄音日記+》 | 郭書鳳、謝柏毅 | 紀錄片 |
| 2022年 | 《2022 春季巡迴》       | 謝長宏         | 紀錄片 |

### 動畫電影
| 年份   | 片名           | 飾演         | 導演     | 備註 |
| 2014年 | 《大英雄天團》 | Baymax(杯麵) | Don Hall | 配音 |

### 電視劇
| 年份   | 片名                       | 飾演        | 導演                   | 播出頻道         | 備註   |
| 2017年 | 《植劇場－花甲男孩轉大人》 | 鄭花甲/鄭爽 | 瞿友寧                 | 台視、八大綜合台 | 男主角 |
| 2019年 | 《月村歡迎你》             | 郭學福      | 郭春暉、黃毓棠         | 台視、三立都會台 | 客串   |
| 2023年 | 《地獄里長》               | 手足殿殿主  | 瞿友寧、游智煒、洪子烜 | 公視、三立都會台 | 客串   |

### 劇情短片
| 年份   | 片名                     | 飾演   | 導演   | 備註   |
| 2021年 | 《房東阿姨之痴情阿兵哥》 | 小隊長 | 張博彥 | 男配角 |

## 演唱會

### 大型演唱會
| 日期           | 地點           | 活動                               | 場地                                     |
| -------------- | -------------- | ---------------------------------- | ---------------------------------------- |
| 2008年8月23日  | 臺灣台北       | 首場個人演唱會                     | 台北國際會議中心T.I.C.C                  |
| 2009年3月14日  | 香港           | 《100種生活》                      | Star Hall                                |
| 2009年12月12   | 臺灣台中       | 2009盧廣仲OH YEAH!!!全台巡迴演唱會 | 台中中興大學惠蓀堂                       |
| 2009年12月20   | 臺灣台南       | 2009盧廣仲OH YEAH!!!全台巡迴演唱會 | 台南成功大學中正堂                       |
| 2009年12月25   | 臺灣台北       | 2009盧廣仲OH YEAH!!!全台巡迴演唱會 | 台北國際會議中心T.I.C.C                  |
| 2009年12月26   | 臺灣台北       | 2009盧廣仲OH YEAH!!!全台巡迴演唱會 | 台北國際會議中心T.I.C.C                  |
| 2010年2月20日  | 香港           | 2010盧廣仲OH YEAH!!!香港演唱會     | Star Hall                                |
| 2010年2月21日  | 香港           | 2010盧廣仲OH YEAH!!!香港演唱會     | Star Hall                                |
| 2010年12月18日 | 臺灣台灣       | 《Good Morning & Good Evening》    | 台北小巨蛋                               |
| 2011年6月1日   | 香港           | 《2011盧廣仲巡迴演唱會》           | 香港體育館                               |
| 2011年7月2日   | 中国上海       | 《2011盧廣仲巡迴演唱會》           | 上海盧灣體育館                           |
| 2011年10月22日 | 中国北京       | 《2011盧廣仲巡迴演唱會》           | 北京工人體育館                           |
| 2011年11月19日 | 新加坡         | 《慢靈魂》生活概念演唱會           | Grand Theater at Marina Bay Sands        |
| 2012年8月4日   | 臺灣台北       | 《燃燒卡洛里》                     | 台北小巨蛋                               |
| 2012年12月15日 | 香港           | 《燃燒卡洛里》                     | 香港會議展覽中心                         |
| 2014年3月29日  | 臺灣           | 《天然的最好》                     | 台北小巨蛋                               |
| 2016年8月6日   | 臺灣           | 《What a Folk!!!!!!》              | 台北小巨蛋                               |
| 2019年4月26日  | 臺灣           | 《大人中》                         | 台北小巨蛋                               |
| 2019年4月27日  | 臺灣           | 《大人中》                         | 台北小巨蛋                               |
| 2019年4月28日  | 臺灣           | 《大人中》                         | 台北小巨蛋                               |
| 2019年8月10日  | 臺灣           | 《大人中》                         | 高雄巨蛋                                 |
| 2019年9月13日  | 雪梨           | 《2019盧廣仲世界巡迴演唱會》       | Max Watt's Sydney                        |
| 2019年9月14日  | 墨爾本         | 《2019盧廣仲世界巡迴演唱會》       | Max Watt's Melbourne                     |
| 2019年10月5日  | 新加坡         | 《2019盧廣仲世界巡迴演唱會》       | 新加坡濱海藝術中心                       |
| 2019年12月28日 | 澳門           | 《2019盧廣仲世界巡迴演唱會》       | 澳門百老匯舞台                           |
| 2020年1月4日   | 马来西亚吉隆坡 | 《2020盧廣仲世界巡迴演唱會》       | Malawati Indoor Stadium                  |
| 2021年11月20日 | 臺灣高雄       | 《勵志演說》                       | 高雄流行音樂中心                         |
| 2022年8月12日  | 新加坡         | 《勵志演說》                       | The Star Theatre                         |
| 2022年12月3日  | 臺灣台北       | 《勵志的早晨 · 勵志的夜晚》        | 台北小巨蛋                               |
| 2023年4月12日  | 布里斯本       | 《勵志演說》                       | The Fortitude Music Hall                 |
| 2023年4月14日  | 墨爾本         | 《勵志演說》                       | Melbourne Convention & Exhibition Center |
| 2023年4月16日  | 雪梨           | 《勵志演說》                       | Darling Harbour Theatre                  |
| 2023年5月27日  | 马来西亚吉隆坡 | 《勵志演說》                       | 吉隆坡會展中心議會廳                     |
| 2023年7月15日  | 臺灣           | 《勵志的黃昏的故鄉》               | 高雄巨蛋 生日特別場                      |
| 2023年9月30日  | 臺灣           | 《勵志的團圓》                     | 台北小巨蛋                               |
| 2023年12月1日  | 澳門           | 《勵志的演唱會》                   | 澳門百老匯舞台                           |
| 2023年12月2日  | 澳門           | 《勵志的演唱會》                   | 澳門百老匯舞台                           |
| 2024年3月16日  | 香港           | 《勵志的演唱會》                   | 香港體育館                               |
| 2024年12月6日  | 澳門           | 《勵志的演唱會》                   | 澳門百老匯舞台 澳門安可場                |
| 2024年12月7日  | 澳門           | 《勵志的演唱會》                   | 澳門百老匯舞台 澳門安可場                |
| 2024年12月8日  | 澳門           | 《勵志的演唱會》                   | 澳門百老匯舞台 澳門安可場                |
| 2025年9月26日  | 臺灣台北       | 《傷心早餐店》                     | 台北國際會議中心T.I.C.C                  |
| 2025年9月27日  | 臺灣台北       | 《傷心早餐店》                     | 台北國際會議中心T.I.C.C                  |
| 2025年9月28日  | 臺灣台北       | 《傷心早餐店》                     | 台北國際會議中心T.I.C.C                  |
| 2025年11月9日  | 马来西亚吉隆坡 | 《傷心早餐店》                     |                                          |
| 2025年12月6日  | 墨爾本         | 《傷心早餐店》                     |                                          |
| 2025年12月8日  | 雪梨           | 《傷心早餐店》                     |                                          |
| 2025年12月10日 | 新西兰奧克蘭   | 《傷心早餐店》                     |                                          |
| 2025年12月26日 | 澳門           | 《傷心早餐店》                     |                                          |
| 2025年12月27日 | 澳門           | 《傷心早餐店》                     |                                          |
| 2025年12月28日 | 澳門           | 《傷心早餐店》                     |                                          |
| 2026年1月10日  | 新加坡         | 《傷心早餐店》                     |                                          |

### 小型音樂會
| 日期                     | 地點     | 活動                                         | 場地 |
| ------------------------ | -------- | -------------------------------------------- | --- |
| 2006年                   | 台灣     | 誠品單曲巡迴                                 | 誠品 |
| 2007年4月                | 台灣     | 早餐店搖滾演唱會《四家morning》              | |
| 2007年                   | 台灣     | 《ALL PASS藍調校園巡迴之我愛吉他社》巡迴     | |
| 2008年                   | 台灣     | 我愛吉他社run2《我更愛吉他社了》全國巡迴     | |
| 2008年                   | 台灣     | 《我愛男宿舍》小型巡迴演唱會                 | |
| 2008年                   | 台灣     | 《我愛唱片行》全國巡迴簽唱會                 | |
| 2008年                   | 台灣     | 誠品創作分享會「一起去誠品吹冷氣」全國巡迴   | 誠品 |
| 2009年4月30日起          | 台灣     | 《我愛辦公室》巡迴                           | |
| 2009年10月               | 台灣     | 金馬音樂大使                                 | |
| 2010年1月16日            | 新加坡   | 2010盧廣仲新加坡LIVE演唱會                   | Dragonfly, St. James Power Station |
| 2010年2月28日            | 台灣     | 盧廣仲 Live in 河岸留言演唱會                | 台北西門紅樓展演館 |
| 2010年3月7日             | 加拿大   | 盧廣仲 Live in Vancouver 慈善演唱會          | Riverrock Casino Theatre |
| 2010年7-12月             | 台灣     | 盧廣仲 任務大挑戰                            | |
| 2010年8月13-15日         | 台灣     | Morning Rock 盛夏的晨間搖滾★盧廣仲電影音樂會 | 西門町in89豪華數位電影院 |
| 2010年8月                | 台灣     | 還要再去誠品吹冷氣音樂會                     | 台北信義店、台中誠品園道店 |
| 2011年5月2日-25日        | 台灣     | 《我愛吉他社4》 全國巡迴                     | 高雄中山大學、苗栗聯合大學、台北台灣藝術大學、台北世新大學 |
| 2011年7月14日-8月21日    | 台灣     | 慢靈魂 LIVEHOUSE LIVE @Legacy 巡迴場         | Legacy Taipei(8場) |
| 2011年9月9日             | 台灣     | 慢靈魂清晨演唱會                             | 台北西門町紅樓前廣場 |
| 2011年11月23日-12月5日   | 台灣     | 《我愛吉他社5》                              | 台北台灣大學、台中台灣體育運動大學、台南嘉南藥理科技大學 |
| 2012年11月27日-12月9日   | 台灣     | 全台卡車巡迴音樂會                           | 台北花博公園-民謠、台中勤美誠品-龐克、台南市政府前門-流行 |
| 2013年1月14-16日         | 台灣     | 盧廣仲《有吉他的流行歌曲》向歌迷致敬音樂會   | Legacy Taipei (3場) |
| 2013年1月                | 中国大陆 | 盧廣仲《有吉他的流行歌曲》巡迴音樂會         | 廣州、廈門、香港 |
| 2014年5月3日             | 中国大陆 | 草莓音樂節                                   | 北京通州運河公園 |
| 2014年10月               | 台灣     | 大人中 mini concert                          | 台北公館河岸留言(2場)、台中Forro Cafe、台南TCRC |
| 2015年1月4日             | 台灣     | 《天然的最好》陽明山演唱會                   | 陽明山衛理福音園 |
| 2015年3月29日            | 台灣     | 盧廣仲X鍾成虎 Guitar Duo                     | 西門河岸留言 |
| 2015年5月31日            | 台灣     | 盧廣仲X鍾成虎 Guitar Duo 加演                | Legacy Taipei |
| 2015年8月15日            | 日本     | Summer Sonic                                 | 東京 |
| 2015年11月27日           | 香港     | Clockenflap                                  | 西九文化區 |
| 2016年1月30日            | 台灣     | 小河岸表演                                   | 公館河岸留言 |
| 2016年4月10日-5月25日    | 台灣     | 《2016我愛吉他社第六季》                     | 台北臺灣師範大學、新竹明新科技大學、台中中興大學、台北景美女中、香港專業教育學院(沙田) 、台南南臺科技大學 |
| 2016年7月16日            | 台灣     | 盧廣仲移動式簽名自拍會                       | 台北西門町 |
| 2016年11月               | 日本     | クラウド・ルー Japan Tour                    | 東京原宿ASTRO HALL、大阪心斎橋SOMA |
| 2017年1月15日            | 台灣     | 環島旅程發佈會《二十四小時柒天》             | 台北 Legacy 華山247秘密基地 |
| 2017年4月                | 台灣     | Live House 2017 走跳春季巡迥                 | 台中 Legacy、台東 鐵花村、台北 The Wall、高雄 Live warehouse |
| 2017年5月                | 日本     | 2017 SPRING TOUR – 蛍の光 渋谷               | O-Crest – 流星編、 WWW X – 銀河編 |
| 2017年6月24日            | 台灣     | 有功慶功 無功療傷 金曲獎 After Party         | 西門河岸留言 |
| 2017年8月                | 台灣     | 2017 春季巡迴                                | 安可場 LIVE IN TICC、故鄉站 LIVE IN 台南 |
| 2017年8月                | 日本     | 《What a Folk!!!!!》日盤發售巡迴簽唱會       | Tower Records 新宿店、HMV渋谷店 |
| 2018年2月23日起~4月1日   | 亞州     | 2018春季世界巡迴演唱會                       | 新加坡濱海藝術中心、香港Star Hall |
| 2018年4月14日起~6月2日   | 台灣     | 2018春季世界巡迴演唱會                       | 台北Legacy 搖滾、台中TADA方舟 電音嘻哈、高雄Live warehouse爵士 |
| 2018年6月23日            | 台灣     | 金曲獎After Party                            | 後台咖啡 |
| 2018年9月14日            | 台灣     | 《100種生活》黑膠導聽會                      | 公館河岸留言 |
| 2018年10月29日起~11月9日 | 北美洲   | 2018春季世界巡迴演唱會                       | 加拿大 多倫多 The Opera House、美國 費城 The Foundry、美國 波士頓 The Middle East、美國 紐約 PUBLIC Arts、加拿大 溫哥華 Biltmore Cabaret、美國 西雅圖 Chop Sue、美國 洛杉磯 Modern Sky Festival、美國 舊金山 Neck of the Woods |
| 2018年11月16-18日 (加場) | 日本     | 2018春季世界巡迴演唱會                       | 赤坂BLITZ、Billboard Live Tokyo |
| 2020年10月24日           | 台灣     | 統一 7-11 獅 《2020 獅吼音樂祭》賽後場內表演 | 台南棒球場 |
| 2020年11月21日           | 台灣     | 2020 春季巡迴                                | 高雄 LIVE WAREHOUSE |
| 2020年11月28日           | 台灣     | 2020 春季巡迴                                | 台中 Legacy |
| 2020年12月4日-5日        | 台灣     | 2020 春季巡迴                                | 台北 Legacy |
| 2022年7月16日－8月7日    | 台灣     | 2022 春季巡迴演唱會                          | 台北 Legacy、台東 轆邊小酒館、台中 Legacy、屏東 鈕扣倉庫、高雄 live warehouse、台南 U.I.J Hotel & Hostel - 友愛街旅館、嘉義 起風                                                                                               |
| 2022年9月25日            | 台灣     | 統一 7-11 獅 《2022 獅吼音樂祭》賽後場內表演 | 台南棒球場 |
| 2023年3月29日－4月22日   | 台灣     | 2023 春季巡迴演唱會                          | 台北 小河岸、彰化 福大祿昌、台南 臺南文創園區-漂丿白鷺、台東 鐵花村 |
| 2024年3月22日－5月4日    | 台灣     | 2024 春季巡迴演唱會                          | 台北 The Wall、台中 Legacy、台南 Seety 新城視展演空間-大舞廳 |

### 群星演唱會
| 日期           | 地點 | 活動                                                                            | 場地                           |
| -------------- | ---- | ------------------------------------------------------------------------------- | ------------------------------ |
| 2006年         | 台灣 | 簡單生活節《Simple Life》                                                       |                                |
| 2008年12月6日  | 台灣 | 簡單生活節《Simple Life》                                                       |                                |
| 2011年12月11日 | 香港 | KKBOX Plug In Live 唱作人音樂會                                                 | 九龍灣國際展貿中心             |
| 2012年12月26日 | 台灣 | Camper X 盧廣仲 LOVEDAY 公園演唱會                                              | 台北王留公公園                 |
| 2013年1月11日  | 台灣 | Matzka《089》巡迴演唱會嘉賓                                                     | Legacy Taipei                  |
| 2014年8月23日  | 台灣 | 「志氣為未來而戰」萬人戶外電影、演唱會                                          | 中正紀念堂自由廣場             |
| 2015年5月20日  | 香港 | 盧廣仲、魏如萱、陳綺貞－叱吒903 x Team ear《Love's live HK: 520愛的拉闊》音樂會 | 香港會議展覽中心               |
| 2015年5月      | 台灣 | 添翼2015校園巡迴演唱會台北場                                                    | 台北、花蓮、台南               |
| 2016年11月23日 | 台灣 | 2016萬海慈善[讓愛閃耀]公益演唱會                                                | 台北國際會議中心T.I.C.C        |
| 2017年5月4日   | 台灣 | 草莓節校園演唱會 - 莓有名字                                                     | 清華大學南大校區體育館         |
| 2017年6月21日  | 台灣 | 2017 GMA 金曲國際音樂節-售票演唱會                                              | ATT SHOW BOX                   |
| 2017年7月22日  | 台灣 | 2017 第三屆相信愛慈善演唱會                                                     | 國父紀念館大會堂               |
| 2017年11月22日 | 台灣 | 2017 添翼校園巡迴演唱會 - 至少 我們還有音樂                                     | 台中東海大學中正堂             |
| 2017年12月2日  | 台灣 | 2017 明星足球公益賽演唱會                                                       | 台北田徑場                     |
| 2017年12月9日  | 泰國 | 大山音樂節                                                                      | 曼谷考艾                       |
| 2017年12月23日 | 台灣 | 2017桃園鐵玫瑰音樂節                                                            | 桃園高鐵站前廣場               |
| 2018年1月20日  | 台灣 | 第 13 屆 KKBOX 風雲榜頒獎典禮                                                   | 高雄巨蛋                       |
| 2018年3月起    | 台灣 | 2018 添翼校園巡迴演唱會                                                         | 國立臺灣大學、高雄國立中山大學 |
| 2018年5月19日  | 台灣 | 第二屆華人直播金羽獎頒獎典禮 表演嘉賓                                           | 台灣大學體育館                 |
| 2018年6月3日   | 台灣 | 2018 hito流行音樂獎頒獎典禮                                                     | 台北小巨蛋                     |
| 2018年8月18日  | 日本 | 2018 SUMMER SONIC                                                               | 日本東京幕張展覽館             |
| 2018年8月20日  | 日本 | 2018 TAIWAN BEATS                                                               | 澀谷WWW X                      |
| 2018年9月22日  | 日本 | 中津川 THE SOLAR BUDOKAN 2018                                                   | 中津川公園                     |
| 2018年9月23日  | 日本 | 京都音楽博覧会 in 梅小路公園 2018                                               | 梅小路公園芝生廣場             |
| 2019年8月31日  | 台灣 | 站出來 我們咖啡廣場見                                                           | 逢甲大學體育館                 |
| 2019年12月21日 | 台北 | 添翼聖誕派對                                                                    | 西門河岸留言                   |

## 得獎紀錄
| 年份   | 獎項                             | 項目                       | 作品                                              | 結果 |
| ------ | -------------------------------- | -------------------------- | ------------------------------------------------- | ---- |
| 2004年 | 第十九屆淡江大學金韶獎           | 獨唱組冠軍                 |                                                   | 獲獎 |
| 2004年 | 第十九屆淡江大學金韶獎           | 最佳創作                   | 歌曲〈吉米寶貝〉                                  | 獲獎 |
| 2004年 | 第十九屆淡江大學金韶獎           | 最佳編曲                   | 歌曲〈吉米寶貝〉                                  | 獲獎 |
| 2005年 | 第二十二屆政大金旋獎             | 最佳人氣獎                 | 歌曲〈啊！大岩壁〉                                | 獲獎 |
| 2005年 | 第二十二屆政大金旋獎             | 最佳作詞獎                 | 歌曲〈啊！大岩壁〉                                | 獲獎 |
| 2005年 | 第二十二屆政大金旋獎             | 創作組冠軍                 | 歌曲〈啊！大岩壁〉                                | 獲獎 |
| 2007年 | 第八屆貢寮國際海洋音樂祭         | 海洋之星獎                 |                                                   | 獲獎 |
| 2007年 | 第八屆貢寮國際海洋音樂祭         | 觀眾票選人氣獎             |                                                   | 獲獎 |
| 2007年 | Hit FM聯播網                     | Hito年度十二大新人第二名   |                                                   | 獲獎 |
| 2008年 | Hito流行音樂獎                   | Hito2007年度網路影音人氣獎 |                                                   | 獲獎 |
| 2008年 | 第11屆中華音樂人交流協會         | 年度十大單曲               | 歌曲〈早安，晨之美！〉                            | 獲獎 |
| 2009年 | 第12屆中華音樂人交流協會         | 年度十大專輯               | 專輯《100種生活》                                 | 獲獎 |
| 2009年 | 第12屆中華音樂人交流協會         | 年度十大單曲               | 歌曲〈我愛你〉                                    | 獲獎 |
| 2009年 | 第20屆金曲獎                     | 最佳國語專輯獎             | 專輯《100種生活》                                 | 入圍 |
| 2009年 | 第20屆金曲獎                     | 最佳新人獎                 | 專輯《100種生活》                                 | 獲獎 |
| 2009年 | 第20屆金曲獎                     | 最佳作曲人獎               | 歌曲〈100種生活〉                                 | 獲獎 |
| 2009年 | 第20屆金曲獎                     | 最佳年度歌曲獎             | 歌曲〈100種生活〉                                 | 入圍 |
| 2009年 | 第20屆金曲獎                     | 最佳編曲人獎               | 歌曲〈早安，晨之美！〉                            | 入圍 |
| 2013年 | 第16屆中華音樂人交流協會         | 年度十大專輯               | 專輯《有吉他的流行歌曲》                          | 獲獎 |
| 2013年 | 第16屆中華音樂人交流協會         | 年度十大單曲               | 歌曲〈只有夜來香〉                                | 獲獎 |
| 2017年 | 第28屆金曲獎                     | 最佳國語男歌手獎           | 專輯《What a Folk !!!!!!》                        | 入圍 |
| 2018年 | KKBOX風雲榜                      | 年度風雲歌手               | 單曲〈魚仔〉                                      | 獲獎 |
| 2018年 | Hito流行音樂獎                   | 年度十大華語歌曲           | 單曲〈魚仔〉                                      | 獲獎 |
| 2018年 | Hito流行音樂獎                   | Hito電視主題曲             | 單曲〈魚仔〉                                      | 獲獎 |
| 2018年 | Hito流行音樂獎                   | Hit Fm DJ最愛單曲          | 單曲〈魚仔〉                                      | 獲獎 |
| 2018年 | Hito流行音樂獎                   | Hit Fm聽眾最愛創作歌手     | 單曲〈魚仔〉                                      | 獲獎 |
| 2018年 | 第21屆中華音樂人交流協會         | 年度十大單曲               | 單曲〈魚仔〉                                      | 獲獎 |
| 2018年 | 第11屆 Fresh Music Awards        | 年度最佳單曲               | 單曲〈魚仔〉                                      | 獲獎 |
| 2018年 | 第29屆金曲獎                     | 最佳作詞人獎               | 單曲〈魚仔〉                                      | 入圍 |
| 2018年 | 第29屆金曲獎                     | 最佳作曲人獎               | 單曲〈魚仔〉                                      | 獲獎 |
| 2018年 | 第29屆金曲獎                     | 最佳單曲製作人獎           | 單曲〈魚仔〉                                      | 入圍 |
| 2018年 | 第29屆金曲獎                     | 年度歌曲獎                 | 單曲〈魚仔〉                                      | 獲獎 |
| 2018年 | 第53屆金鐘獎                     | 戲劇節目新進演員獎         | 電視劇《植劇場－花甲男孩轉大人》                  | 獲獎 |
| 2018年 | 第53屆金鐘獎                     | 戲劇節目男主角獎           | 電視劇《植劇場－花甲男孩轉大人》                  | 獲獎 |
| 2019年 | 第22屆中華音樂人交流協會         | 年度十大單曲               | 歌曲〈幾分之幾〉                                  | 獲獎 |
| 2020年 | 第57屆金馬獎                     | 最佳原創電影歌曲           | 單曲〈刻在我心底的名字〉 電影《刻在你心底的名字》 | 獲獎 |
| 2021年 | 第2屆台灣影評人協會              | 特別表揚－原創電影歌曲     | 單曲〈刻在我心底的名字〉 電影《刻在你心底的名字》 | 入圍 |
| 2021年 | 第9屆U選1000票選（UFM 100.3）    | 第一名                     | 單曲〈刻在我心底的名字〉 電影《刻在你心底的名字》 | 獲獎 |
| 2021年 | 第6屆Lavender Music Awards 2020  | 年度歌曲獎                 | 單曲〈刻在我心底的名字〉 電影《刻在你心底的名字》 | 獲獎 |
| 2021年 | 第6屆Lavender Music Awards 2020  | 最佳電影主題曲獎           | 單曲〈刻在我心底的名字〉 電影《刻在你心底的名字》 | 獲獎 |
| 2021年 | 第6屆Lavender Music Awards 2020  | 最受歡迎歌曲獎             | 單曲〈刻在我心底的名字〉 電影《刻在你心底的名字》 | 獲獎 |
| 2021年 | 第6屆Lavender Music Awards 2020  | 最佳作曲獎                 | 單曲〈刻在我心底的名字〉 電影《刻在你心底的名字》 | 獲獎 |
| 2021年 | 第14屆 Fresh Music Awards        | 年度十大單曲               | 單曲〈刻在我心底的名字〉 電影《刻在你心底的名字》 | 獲獎 |
| 2021年 | Hito流行音樂獎                   | Hito電影主題曲             | 單曲〈刻在我心底的名字〉 電影《刻在你心底的名字》 | 獲獎 |
| 2021年 | 第1屆 PlayMusic Awards           | 年度十大華語歌曲           | 單曲〈刻在我心底的名字〉 電影《刻在你心底的名字》 | 獲獎 |
| 2021年 | 第32屆金曲獎                     | 年度歌曲獎                 | 單曲〈刻在我心底的名字〉 電影《刻在你心底的名字》 | 獲獎 |
| 2022年 | Hit FM聯播網                     | Hit Fm 2021年度十大專輯    | 專輯《勵志論》                                    | 獲獎 |
| 2022年 | Hito流行音樂獎                   | 年度十大華語歌曲           | 歌曲〈勵志論〉                                    | 獲獎 |
| 2022年 | Hito流行音樂獎                   | Hit FM DJ年度最愛專輯      | 專輯《勵志論》                                    | 獲獎 |
| 2022年 | Hito流行音樂獎                   | Hito最佳男歌手             | 專輯《勵志論》                                    | 獲獎 |
| 2022年 | 第15屆 Fresh Music Awards        | 年度十大專輯               | 專輯《勵志論》                                    | 入圍 |
| 2022年 | 第15屆 Fresh Music Awards        | 最佳男演唱人               | 專輯《勵志論》                                    | 入圍 |
| 2022年 | 第33屆金曲獎                     | 最佳華語男歌手獎           | 專輯《勵志論》                                    | 入圍 |
| 2022年 | 第33屆金曲獎                     | 最佳作曲人獎               | 歌曲〈雨時多雲偶陣晴〉                            | 入圍 |
| 2022年 | 第33屆金曲獎                     | 最佳編曲人獎               | 歌曲〈狂迪〉                                      | 入圍 |
| 2022年 | 第33屆金曲獎                     | 最佳MV獎                   | 歌曲〈自我的介紹〉                                | 入圍 |
| 2022年 | 第25屆中華音樂人交流協會         | 年度十大單曲               | 歌曲〈輕輕〉                                      | 獲獎 |
| 2023年 | 第8屆 Lavender Music Awards 2022 | 最佳男歌手獎               | 專輯《勵志論》                                    | 入圍 |
| 2023年 | 第8屆 Lavender Music Awards 2022 | 最佳編曲獎                 | 歌曲〈狂迪〉                                      | 入圍 |
| 2023年 | 第18屆KKBOX音樂風雲榜            | 年度百大風雲歌手           |                                                   | 獲獎 |
| 2025年 | 第36屆金曲獎                     | 年度歌曲獎                 | 歌曲〈手機錢包鑰匙菸〉                            | 入圍 |

## 外部連結
- 盧廣仲 ∮TEAM EAR MUSIC 添翼唱片 （页面存档备份，存于）
- 盧廣仲的Facebook專頁
- 盧廣仲的Plurk專頁
- 盧廣仲的X（前Twitter）
- 盧廣仲的Instagram帳戶
- 盧廣仲的網易雲音樂主頁 （页面存档备份，存于）
- 盧廣仲的新浪微博
- 盧廣仲在豆瓣上的资料（简体中文）
- 盧廣仲在时光网上的簡介（简体中文）
- 盧廣仲在台灣電影網上的資料（繁體中文）